# Alba (partia)
Alba – nacjonalistyczna i niepodległościowa partia polityczna w Szkocji. Partia powstała na początku 2021 roku i jej liderem został Alex Salmond. Partia ma dwóch swoich przedstawicieli w Izbie Gmin, którzy w marcu 2021 roku postanowili przejść do nowego tworu politycznego z SNP.

## Historia
Alex Salmond przez wiele lat był liderem Szkockiej Partii Narodowej i pierwszym ministrem Szkocji. Lecz po referendum w sprawie niepodległości Szkocji dobrowolnie opuścił stanowisko, które przejęła po nim obecna liderka partii Nicola Strugeon. Od tamtego czasu pomiędzy dwoma politykami toczył się spory konflikt. W 2019 roku Salmond został oskarżony o przestępstwa na tle seksualnym, lecz sąd oczyścił go z tych zarzutów. Wtedy były lider SNP oskarżył Nicolę Strugeon i działaczy partyjnych, iż oskarżenia były tak naprawdę wymierzonym w niego spiskiem. Dlatego też na początku 2021 roku oficjalnie ogłosił chęć założenia nowej, konkurencyjnej partii niepodległościowej. 8 lutego tego samego roku Laurie Flynn zarejestrował partię pod nazwą Alba, czyli w języku szkockim gaelickim Szkocja. Za to już 25 marca oficjalnym przewodniczącym partii został Salmond. Dzień później dwóch posłów SNP w Izbie Gmin opuściło swoją dotychczasową partię na rzecz Alby.

## Wybory
W maju 2021 roku odbyły się wybory do Parlamentu Szkockiego, w których Alba wystawiła swoich kandydatów jedynie na listach regionalnych, aby w okręgach nie zabierać głosów Szkockiej Partii Narodowej. Ugrupowanie w tych wyborach uzyskało jedynie 1,7% głosów z list regionalnych i nie zdobyło żadnego na miejsca w parlamencie Szkocji. 23 października 2023 posłanka Ash Regan opuściła SNP i przystąpiła do Alby, stając się jedyną przedstawicielką tej partii w szkockim parlamencie.
W wyborach do Izby Gmin w 2024, żaden z kandydatów Alby nie zdobył mandatu.